# Suiza en los Juegos Olímpicos de Calgary 1988
Suiza estuvo representada en los Juegos Olímpicos de Calgary 1988 por un total de 70 deportistas que compitieron en 7 deportes.  
La portadora de la bandera en la ceremonia de apertura fue la esquiadora alpina Michela Figini.

## Medallistas
El equipo olímpico suizo obtuvo las siguientes medallas:
| Nombre                                                   | Deporte           | Competición       |
| -------------------------------------------------------- | ----------------- | ----------------- |
| Oro                                                      |                   |                   |
| Ekkehard Fasser Kurt Meier Marcel Fässler Werner Stocker | Bobsleigh         | Cuádruple M       |
| Hippolyt Kempf                                           | Combinada nórdica | Individual M      |
| Pirmin Zurbriggen                                        | Esquí alpino      | Descenso M        |
| Vreni Schneider                                          | Esquí alpino      | Eslalon F         |
| Vreni Schneider                                          | Esquí alpino      | Eslalon gigante F |
| Plata                                                    |                   |                   |
| Andreas Schaad Hippolyt Kempf Fredy Glanzmann            | Combinada nórdica | Equipos M         |
| Peter Müller                                             | Esquí alpino      | Descenso M        |
| Brigitte Oertli                                          | Esquí alpino      | Descenso F        |
| Brigitte Oertli                                          | Esquí alpino      | Combinada F       |
| Michela Figini                                           | Esquí alpino      | Supergigante F    |
| Bronce                                                   |                   |                   |
| Pirmin Zurbriggen                                        | Esquí alpino      | Eslalon M         |
| Paul Accola                                              | Esquí alpino      | Combinada M       |
| Maria Walliser                                           | Esquí alpino      | Eslalon gigante F |
| Maria Walliser                                           | Esquí alpino      | Combinada F       |
| Andreas Grünenfelder                                     | Esquí de fondo    | 50 km M           |